# Bijanun
Bijanun (arab. بيانون) – miejscowość w Syrii, w muhafazie Aleppo. W 2004 roku liczyła 3824 mieszkańców.